# 河村清明
河村 清明（かわむら きよあき、1962年5月 - ）は日本のフリージャーナリスト。競馬に関するルポルタージュを数多く発表している。
山口県宇部市出身。北海道大学文学部国文科を卒業したあと、リクルートに入社し、1996年まで勤める。同年、「500円の指定席券」で日本中央競馬会の雑誌『優駿』が主催する「優駿エッセイ賞」を受賞。

## おもな著書
- 『蹄跡に刻む夢―仔馬と過ごした2年間』（メディアファクトリー ダ・ヴィンチ編集部、1998年） ISBN 4889916598
- 『馬産地ビジネス―知られざる「競馬業界」の裏側』（イースト・プレス、2002年） ISBN 4872572866
- 『JRAディープ・インサイド―知られざる「競馬主催者」の素顔』（イースト・プレス、2003年） ISBN 4872573560
- 『三度怒った競馬の神様―サラブレッドに魅入られた男たちの物語』（二見書房、2003年） ISBN 4576032267
- 『馬産地放浪記』（イースト・プレス、2004年） ISBN 4872574281
- 『ミスター・ジャパンカップと呼ばれた男―異端の挑戦』（東邦出版、2008年） ISBN 4809407357
- 『ウオッカの背中』（東邦出版、2009年） ISBN 4809407748
- 『ウイニング・チケット』（原作・原案協力）